# Honczarycha (obwód chmielnicki)
Honczarycha (ukr. Гончариха) – wieś na Ukrainie, w obwodzie chmielnickim, w rejonie chmielnickim, w hromadzie Stara Sieniawa. W 2001 liczyła 184 mieszkańców, spośród których 181 wskazało jako ojczysty język ukraiński, a 3 rosyjski.